# ジャック・フェヴリエ
ジャック・フェヴリエ（Jacques Février, 1900年7月26日 サン＝ジェルマン＝アン＝レー - 1979年9月2日 エピナル）はフランスのピアニスト。

## 経歴
サン＝ジェルマン＝アン＝レー生まれ。父親アンリは作曲家であった。パリ音楽院にてエドゥアール・リスレとマルグリット・ロンの薫陶を受け、1921年に首席となる。
1932年にプーランクの《2台のピアノのための協奏曲》の世界初演において、作曲者自身と共演。ラヴェルの《左手のためのピアノ協奏曲》のフランス初演においては、作曲者自身によってソリストに大抜擢された。
フランス音楽の数々の録音を遺しており、とりわけ1963年のラヴェルのピアノ独奏曲の録音は、シャルル・クロ・アカデミーよりグランプリ・デュ・ディスク賞を授与された。